# Пигулинское сельское поселение
Пигулинское сельское поселение — упразднённое муниципальное образование в составе Холм-Жирковского района Смоленской области России.
Административный центр — деревня Пигулино.
Образовано Законом от 28 декабря 2004 года. Упразднено Законом Смоленской области от 20 декабря 2018 года с включением всех входивших в его состав населённых пунктов к 1 января 2019 года в Агибаловское сельское поселение.

## Географические данные
- Общая площадь: 118  км²
- Расположение: юго-восточная часть Холм-Жирковского района
- Граничит:
  - на севере — с  Нахимовским сельским поселением
  - на востоке — с  Новодугинским районом
  - на юго-востоке — с Вяземским районом
  - на юге — с  Сафоновским районом
  - на западе — с Стешинским сельским поселением
- Крупные реки: Вязьма.

## Население
| 2011 | 2012 | 2013 | 2014 | 2015 | 2016 | 2017 |
| ---- | ---- | ---- | ---- | ---- | ---- | ---- |
| 343  | ↘327 | ↘320 | ↘319 | →319 | ↘316 | ↘302 |
| 2018 | 2019 |      |      |      |      |      |
| ↘301 | ↘290 |      |      |      |      |      |

## Населённые пункты
На территории поселения находилось 19 населённых пунктов:
- Пигулино, деревня
- Большое Азарово, деревня
- Борисово, деревня
- Васино, деревня
- Гаврилково, деревня
- Крюково, деревня
- Малое Азарово, деревня
- Маскино, деревня
- Митьково, деревня
- Михеево, деревня
- Мокрищево, деревня
- Редькино, деревня
- Савинское, деревня
- Силишки, деревня
- Симоново, деревня
- Ханютино, деревня
- Холм-Суминский, деревня
- Шевнино, деревня
- Шипулино, деревня

## Экономика
Сельхозпредприятия, магазины.